# Christuskirche (Hof)

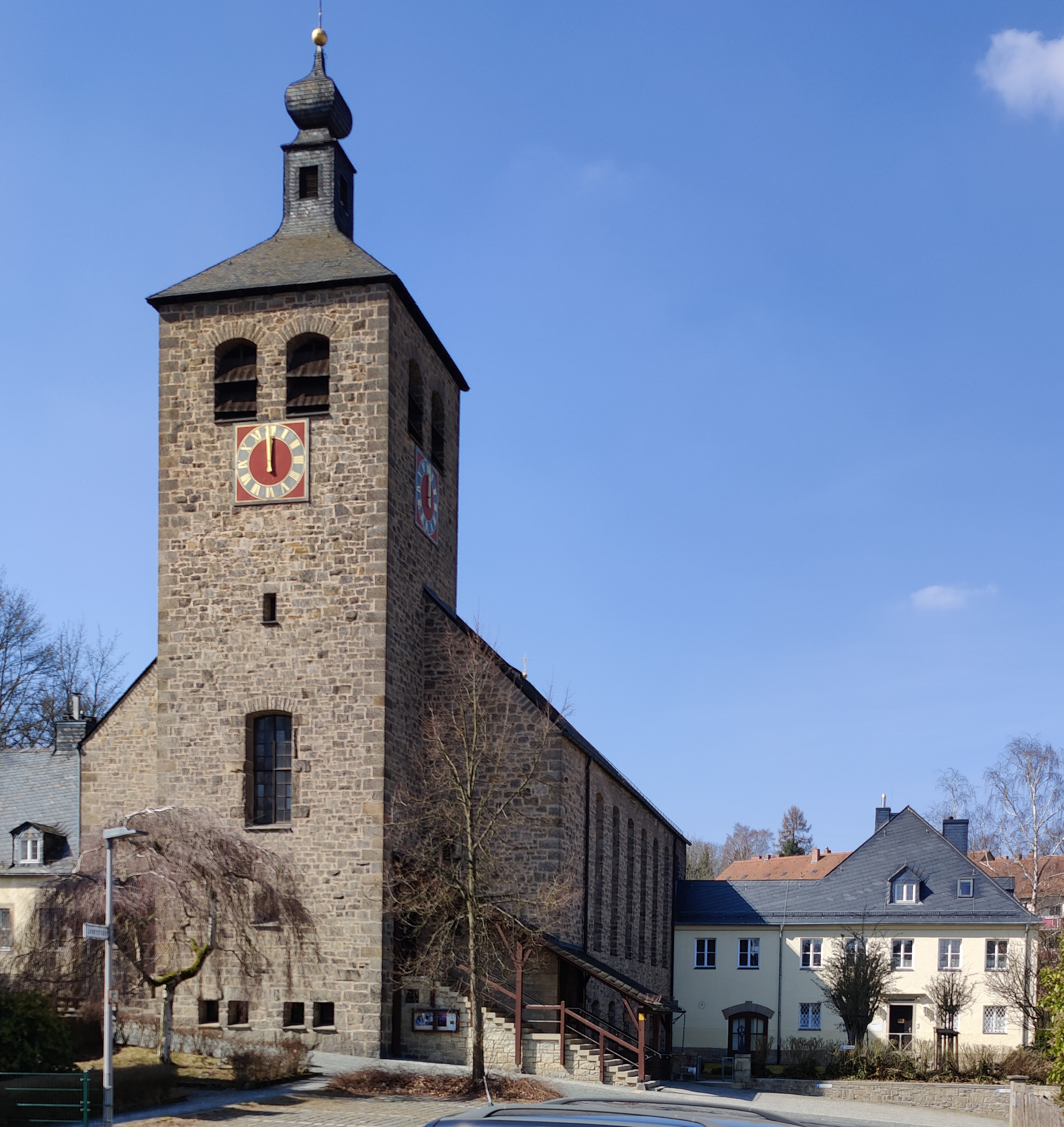
Die Christuskirche von der Lönerstraße aus gesehen

Die Christuskirche ist eine evangelisch-lutherische Kirche im Stadtteil Münsterviertel der Stadt Hof. Das Gemeindegebiet liegt im Westen der Stadt und reicht grob vom Sana Klinikum Hof im Osten bis zur Gemarkung Rosenbühl im Westen. Derzeit zählt die Gemeinde etwa 2.800 Gemeindemitglieder.

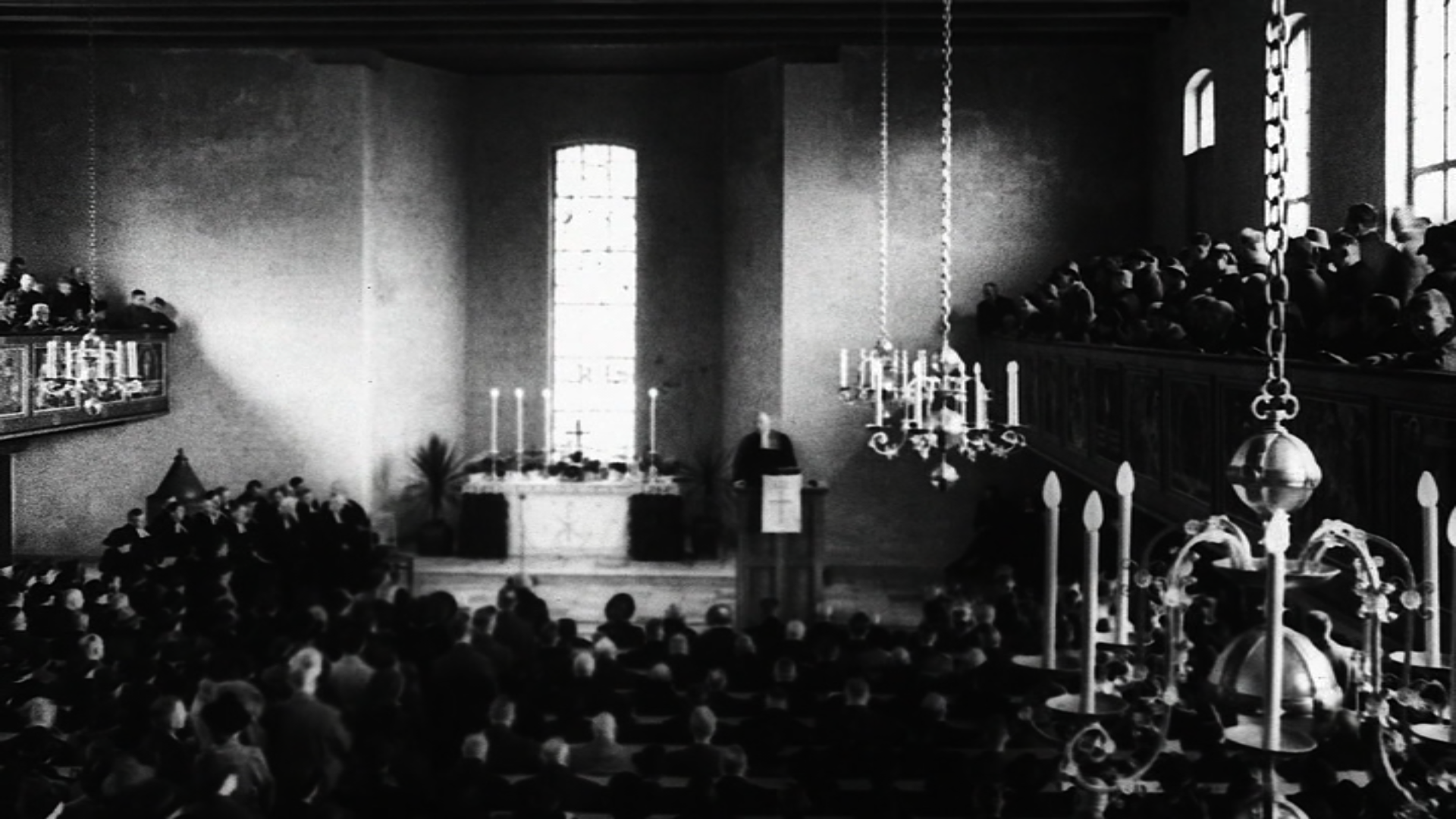
Der Einweihungsgottesdienst am 5. November 1939 durch Pfr. Heun.

## Geschichte
Am 29. März 1928 erwarb Dekan Breit von der Hospitalstiftung Hof ein Grundstück am oberen Ende der Zeppelinstraße unterhalb des Zobelsreuther Wäldchens. Danach folgte erst 1936 die Ausschreibung eines Architekturwettbewerbs für eine Kirche mit 700 Sitzplätzen, einem Gemeindesaal mit 250 Sitzplätzen, einem Pfarrhaus und einer Küsterwohnung.
Die ersten Arbeiten, für das von Architekt Reinhard Claaßen geplante Kirchgebäude, begannen im Mai 1938 und die feierliche Grundsteinlegung vor mehr als 2.000 Gläubigen folgte zum Trinitatisfest 1938 durch Oberkirchenrat Bezzel und Dekan Wiegel. Circa ein Jahr nach dem Richtfest am 2. November 1938 wurde die Kirche zum Reformationsfest am 5. November 1939 festlich eingeweiht. Die Christuskirche ist somit die letzte Kirche in Deutschland, die zur Zeit des Dritten Reichs nach Ausbruch des Zweiten Weltkriegs eingeweiht wurde.
Das Kirchgebäude bildet eine einschiffige Hallenkirche, die hauptsächlich aus Granit besteht. Besonders auffällig ist der breite, quaderförmige Kirchturm, dessen oberes Ende ein schmälerer Zwiebelturm bildet und auf dessen Spitze ein goldener Hahn schmückt, der auf einer goldenen Kugel sitzt.
Im Jahr 1980 wurde das Kirchgebäude für 140.000 DM trockengelegt und 1984 erfolgte eine Renovierung des Innenraumes, deren Kosten in Höhe von 120.000 DM durch Spenden aus der Gemeinde finanziert werden konnte. 1986 folgte die Renovierung des Kirchturms für 60.000 DM.
Das Pfarramt der Christuskirche Hof führten bislang:
- 1939 – 1962 Kirchenrat Max Heun
- 1962 – 1967 Pfarrer Karl Heun
- 1967 – 1995 Pfarrer Karl Münch
- 1996 – 2005 Pfarrer Heiko-Uwe Beuerle
- 2006 – 2014 Pfarrer Martin Gölkel
- seit 1. Oktober 2015 Pfarrer Martin Müller

## Innenraum
Man betritt die Kirche über eine der beiden breiten Treppen und gelangt so in die Eingangshalle, die einen Teil des Kirchturms darstellt. Von dort aus führt, auf beiden Seiten des Eingangs zum Kirchenschiff, je eine Treppe zur U-förmigen Empore bzw. weiter nach oben in das Kirchendach und den Glockenturm.
Der Kirchenraum besteht aus einer großen Halle mit langen Holzbänken, die in der Mitte von einem breiteren Mittelgang und an den Seiten durch schmalere Seitengänge begrenzt ist. Die Empore ist aus Holz konstruiert und befindet sich über dem Eingang des Kirchenschiffs und entlang dessen beider Seitenwände.

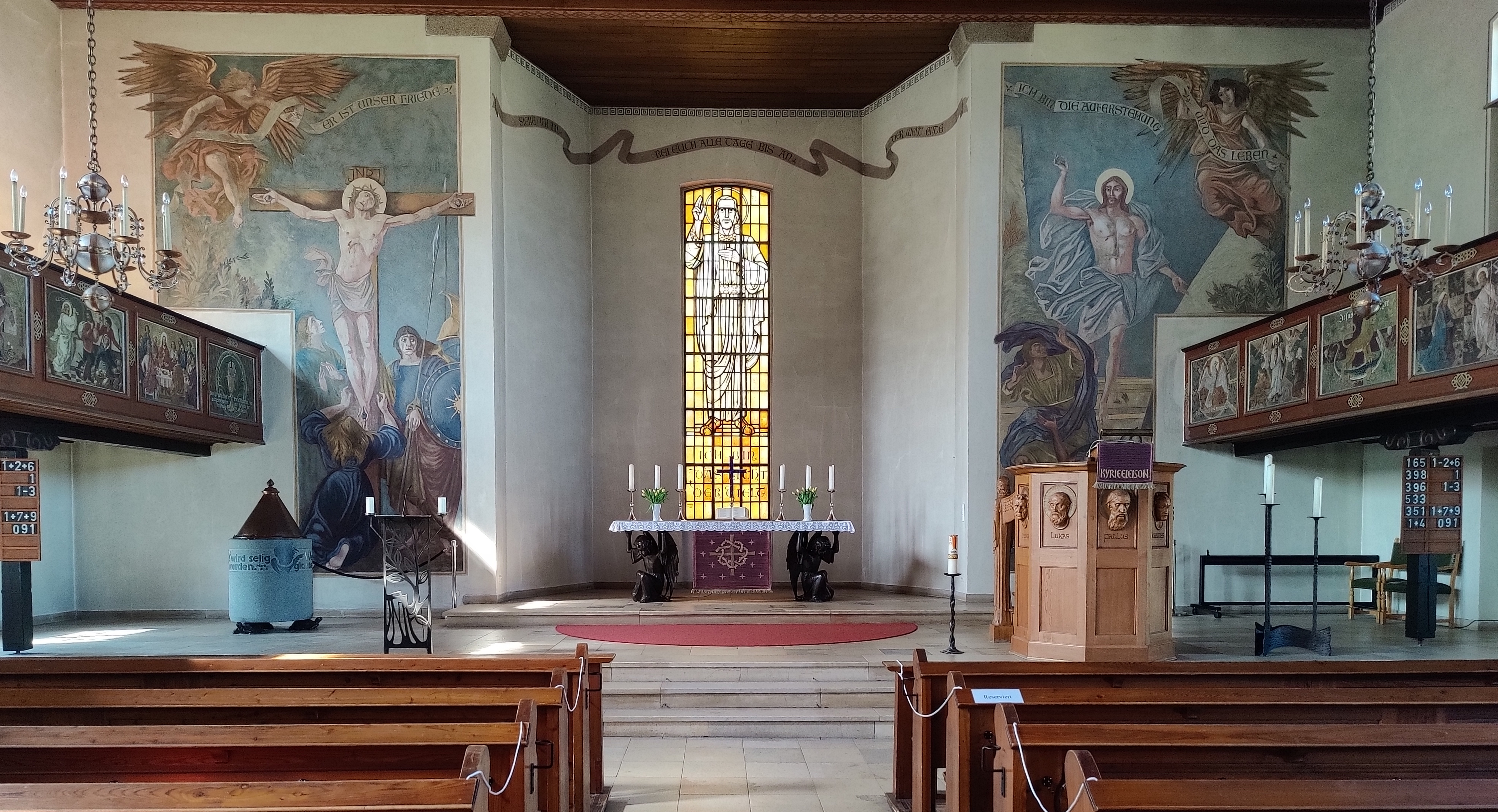
Blick auf den Altarraum

### Der Altarraum
Der leicht erhöhte Altarraum beherbergt den Altar, eine hölzerne Kanzel, einen Taufstein sowie ein Rednerpult. Der Altar befindet sich mittig in einer breiten Apsis, deren nahezu gesamte Höhe ein Buntglasfenster ziert, welches den segnenden Jesus Christus zeigt und aus der Kunstglasmalerei Bringmann & Schmidt in Coburg stammt. Die Tischplatte des eher nüchtern gestalteten Altars wird von vier bronzenen Engelsfiguren getragen.
Links und rechts der Apsis befinden sich zwei große Wandgemälde von der Kreuzigung und Auferstehung Jesu. Die beiden Werke stammen von Günter Voglsamer und wurden erst 1947 nachträglich angefertigt.

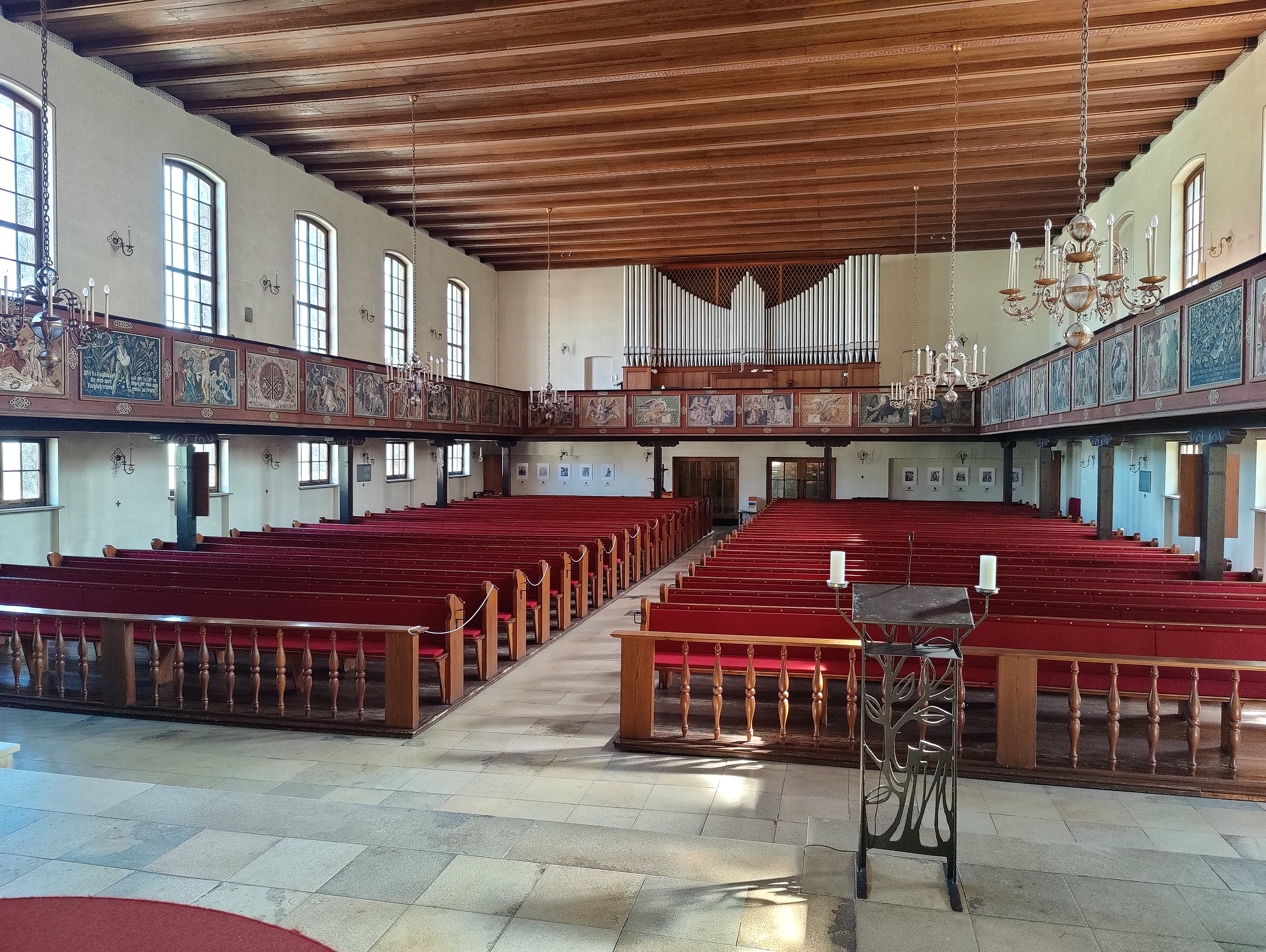
Das Kirchenschiff vom Altarraum aus gesehen

### Die Empore
Die Front der hufeisenförmigen Empore schmücken 40 Wandbilder, die verschiedene Szenen aus dem Leben Jesu Christi und christliche Symbole zeigen. Die Gemälde stammen vom Professor für Wandmalerei Richard Holst. Holst war seit 1909 Lehrender an einer Lehrwerkstätte für dekoratives Malen und ab 1933 Parteimitglied der NSDAP. Holst äußerte sich später kritisch über den Krieg und wurde daraufhin 1943 aus der NSDAP ausgeschlossen. Außerdem wurde ein Strafverfahren eingeleitet, er wurde vom Dienst an der Hochschule beurlaubt und schließlich im Dezember 1944 wegen „Wehrkraftzersetzung“ zu drei Jahren Gefängnis verurteilt.
In den 1980er Jahren erkannten Pfarramtsangestellte auf einem der 1939 entstandenen Bilder eine Darstellung von Adolf Hitler, der in dieser Szene neben Jesus Christus steht. Da sich Jesus von Hitler ab- und sich stattdessen den blinden und kranken Menschen zuwendet, wird das Kunstwerk nicht als Hommage, sondern als Kritik am Nazi-Regime interpretiert.

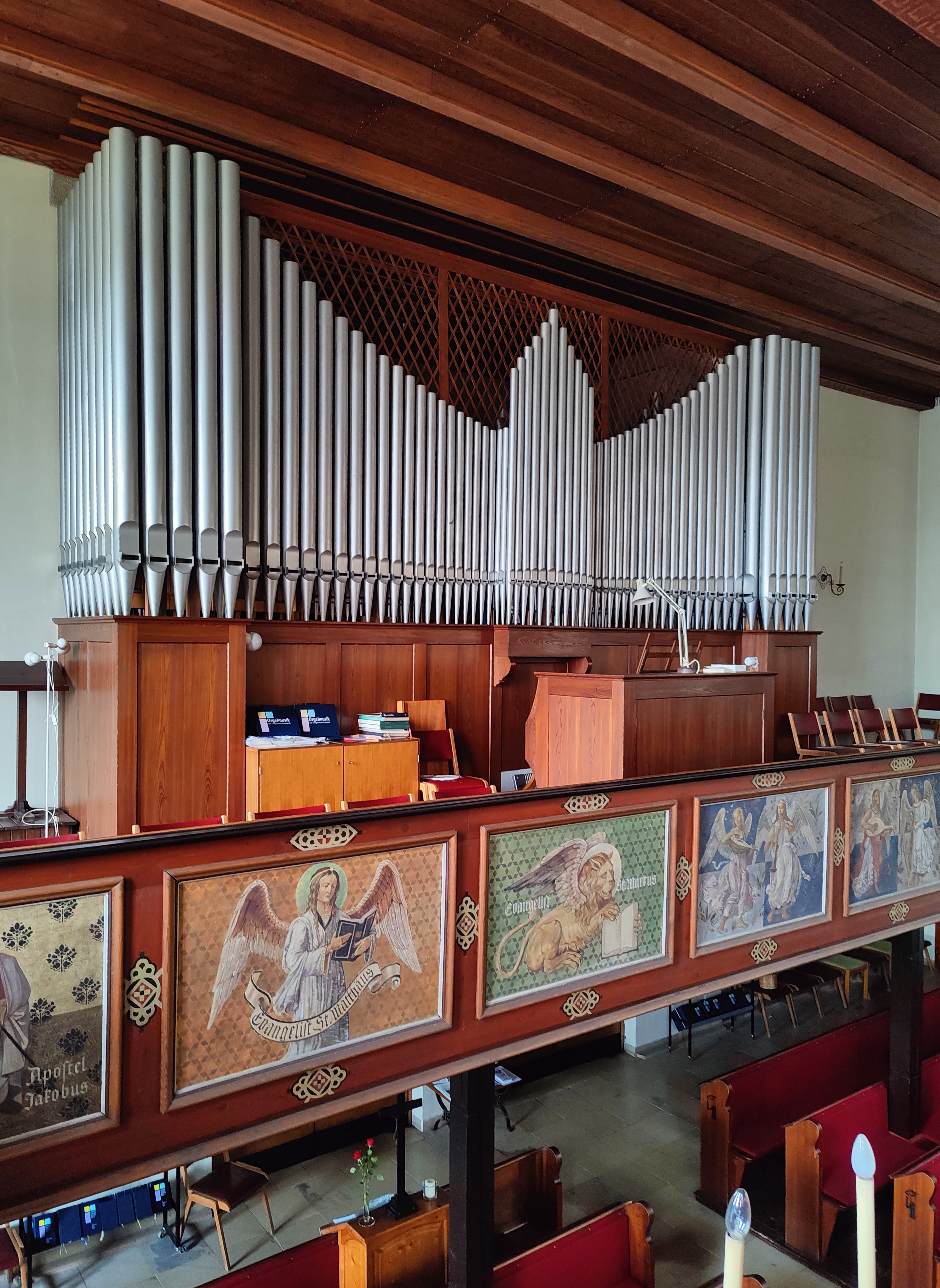
Steinmeyer-Orgel der Christuskirche Hof

### Die Steinmeyer-Orgel
Auf der Empore über dem Eingang zum Kirchenschiff befindet sich die 1939 erbaute, elektrisch betriebene Orgel aus dem Hause G. F. Steinmeyer & Co. mit drei Manualen, ursprünglich 28 Registern und fünf davon mit Stimmzungen.
Die Orgel wurde 1953 und 1973 restauriert und im Zuge der zweiten Restaurierung auf 31 Register erweitert. Es ist Opus 1682 des namhaften Herstellers aus Oettingen.
Die Orgel gliedert sich in Hauptwerk, Brustwerk, Oberwerk und Pedal. Genutzt wird ein sehr altes und heute wieder übliches Windladensystem.

## Kirchturm
Der Kirchturm der Christuskirche beherbergt eine Turmuhr, die die Zeit über zwei große Ziffernblätter in Richtung Nordnordost und Ostsüdost anzeigt. Das analoge, historische Uhrwerk stammt aus den 1960er-Jahren und muss noch immer manuell auf Sommer- und Winterzeit eingestellt werden.

### Das Geläut
Die kleinste der vier Glocken ist die kleine "Gebetsglocke" und befindet sich seit dem Bau der Kirche im Turm. Sie ist auf den Ton c gestimmt und trägt die Aufschrift 
"Dein Wille geschehe wie im Himmel also auch auf Erden" (Mt. 6, 10).
Die zwei mittleren Glocken wurden 1950 nachträglich eingebaut. Die kleinere von beiden ist auf den Ton g gestimmt, heißt "Kirchenglocke" und trägt die Inschrift:
"Stehet im Glauben, seid männlich und stark" (1. Kor. 16, 13). 
Die Größere von beiden, die Totenglocke, klingt mit dem Ton b, und auf ihr steht: 
"Ich weiß, daß mein Erlöser lebt" (Hiob 19, 2).
Die größte Glocke trägt den Namen "Christusglocke", klingt in es und auf ihr steht geschrieben:
"...und alle Zungen bekennen sollen, daß Jesus Christus der Herr sei zur Ehre Gottes des Vaters" (Phil. 2, 11)
Die Christusglocke musste aufgrund ihres Durchmessers von 133 cm 1965 unter großem Aufwand innen im Turm nach oben transportiert werden, da die Schallöffnungen am Turm zu klein waren, um sie von außen hineinzuheben. Alle vier Glocken stammen aus der ältesten deutschen Gießerei Rincker wieder vervollständigt. Das vierstimmige läutet im Salve-Regina-Motiv.

## Gemeindesaal
Der Gemeindesaal der Christuskirche liegt unterhalb des Kirchenschiffes und dient als multifunktionaler Veranstaltungsraum. Er bietet Platz für max. 250 Personen und wird regelmäßig für Vorträge, Lesungen und Konzerte genutzt. In den Wintermonaten finden die Gottesdienste auch hier statt, um in der sog. "Winterkirche" Heizkosten einsparen zu können.
Der Saal und die Nebenräume dienen als Räumlichkeit für den Kindergottesdienst, Präparanden- und Konfirmandenunterricht, die Kirchenvorstandssitzungen, den Seniorenkreis, die Proben des Kirchenchors und der Bläsergruppe, das Kirchencafé etc.
Zur Ausstattung gehören u. a. eine kleine Küche, ein kürzlich renovierter Toilettentrakt und ein Konzertflügel.

## Kindergarten
Im Jahr 1946 öffnete der Gemeindekindergarten seine Tore vorerst im ehemaligen Wunsiedler Hof (heute China-Restaurant Lotus), bevor er einige Zeit später in den Gemeindesaal und die Nebenräume im Untergeschoss der Kirche einzog. 1972 wurde dann der heute noch bestehende Neubau bezogen, der im Jahr 2001 einer grundlegenden Sanierung unterzogen wurde, die die Heizungsanlage, die Fenster, Türen, Fußböden, Elektrik und sanitären Anlagen umfasste.
Derr Kindergarten umfasst derzeit drei Kindergarten- und eine Krippengruppe mit insgesamt rund 80 Kindern. Aktuell laufen Planungen für einen Neubau des Kindergartens.

## Veranstaltungen
In Kirche und Gemeindesaal finden regelmäßig gut besuchte Veranstaltungen statt, die nicht ausschließlich dem christlichen Gemeindeleben zuzurechnen sind, sondern die auch dem kulturellen und sportlichen Bereich betreffen.
Die gute Akustik und die beliebte Kapazität von ca. 620 Sitzplätzen (davon ca. 420 mit uneingeschränkter Sicht), machten die Christuskirche zu einem beliebten Veranstaltungsort für Konzerte und andere Kulturveranstaltungen.

### Martinslauf
Im Jahr 1990 fand erstmals der Martinslauf zugunsten der Aktion "Brot für die Welt" statt. Der Lauf wurde von Pfarrer Karl Münch und Friedrich Rister ins Leben gerufen und hatte das Ziel, das christliche Gemeindeleben mit dem Sport zu verbinden und gleichzeitig einem guten Zweck zu dienen.
Der seitdem alljährlich stattfindende Benefizlauf wird ausschließlich durch Sponsoren und Spenden ermöglicht und mit ehrenamtlichen Helferinnen und Helfern organisiert. Sämtliche Einnahmen, inkl. der Startgebühr von 5 € pro Person, gehen an "Brot für die Welt", weshalb dank der jeweils rund 300 Teilnehmenden über die Jahre ein Betrag von über 50.000 € gespendet werden konnte.
Der Lauf findet ohne Zeitnahme statt und bietet Strecken von 5 Kilometern, 11 Kilometern und 16 Kilometern Länge. Alle Strecken sind Rundwege mit Star und Ziel an der Kirche, wobei die beiden kürzeren Strecken weitestgehend Teilstrecken der 16-Kilometer-Strecke darstellen, weswegen man unterwegs entscheiden kann, welche Strecke man laufen möchte.

## Galerie

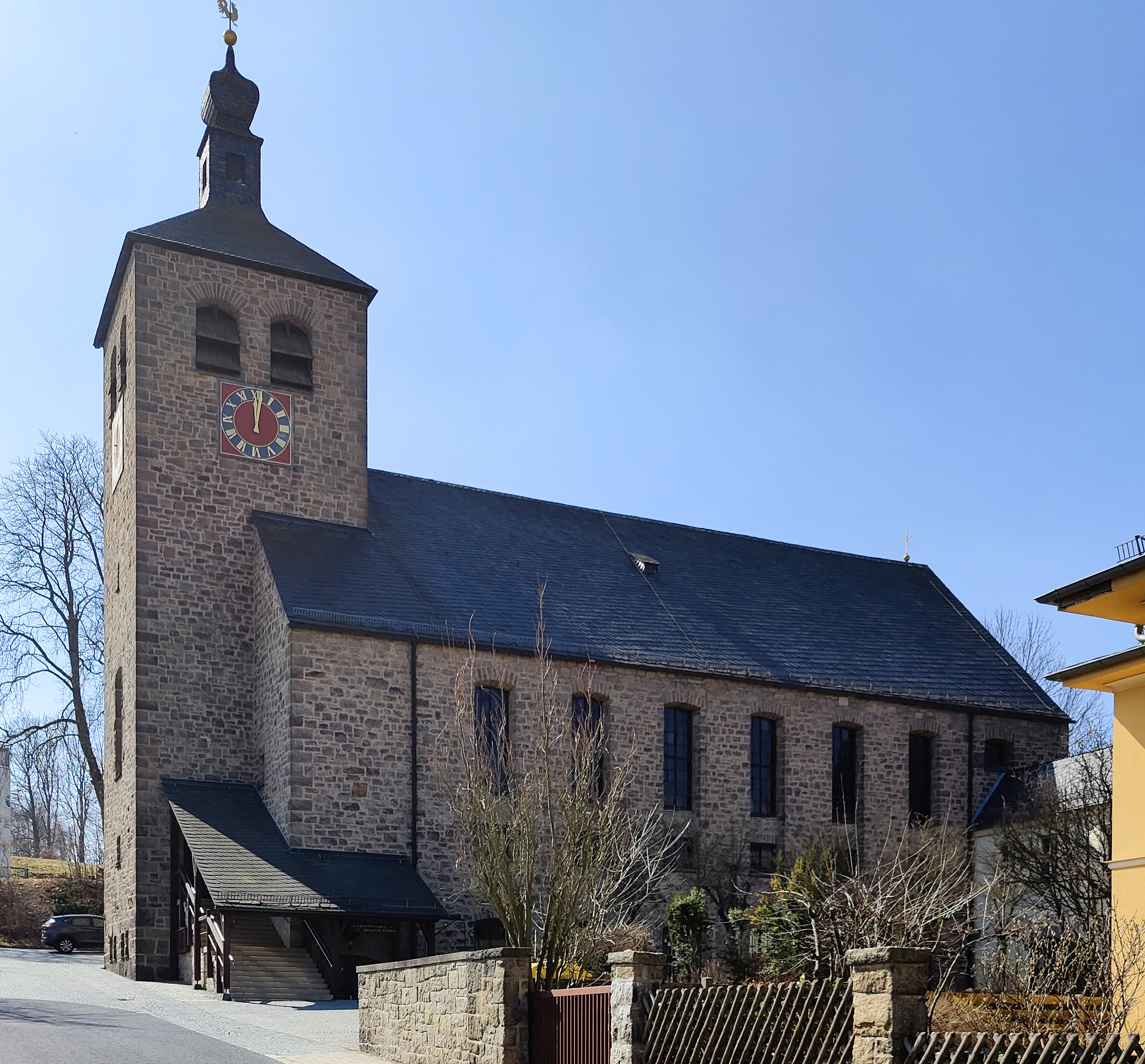
Blick auf die Kirche aus Richtung Zeppelinstraße
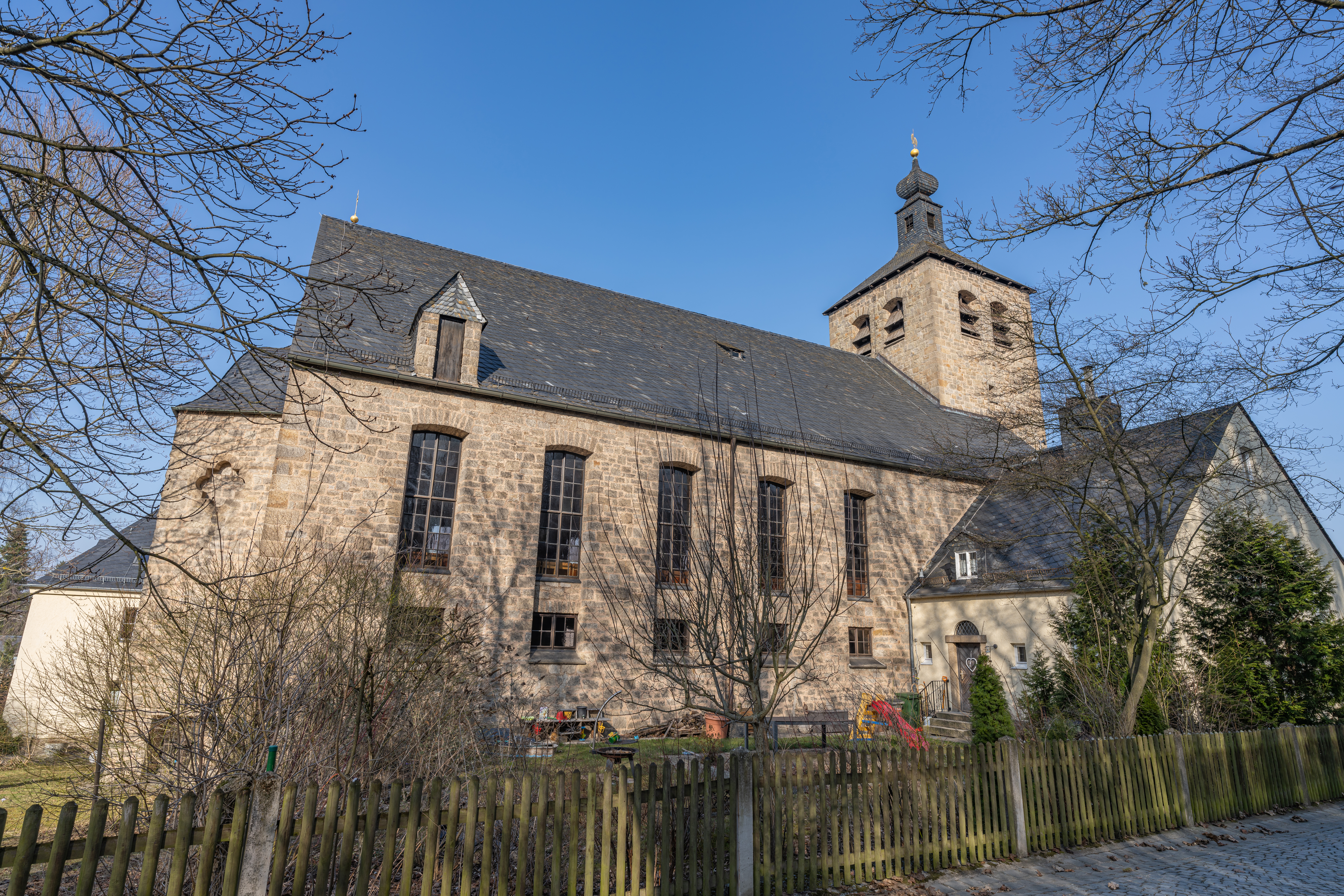
Die Kirche von Südwesten aus gesehen
Vorderer Treppenaufgang zur Kirche
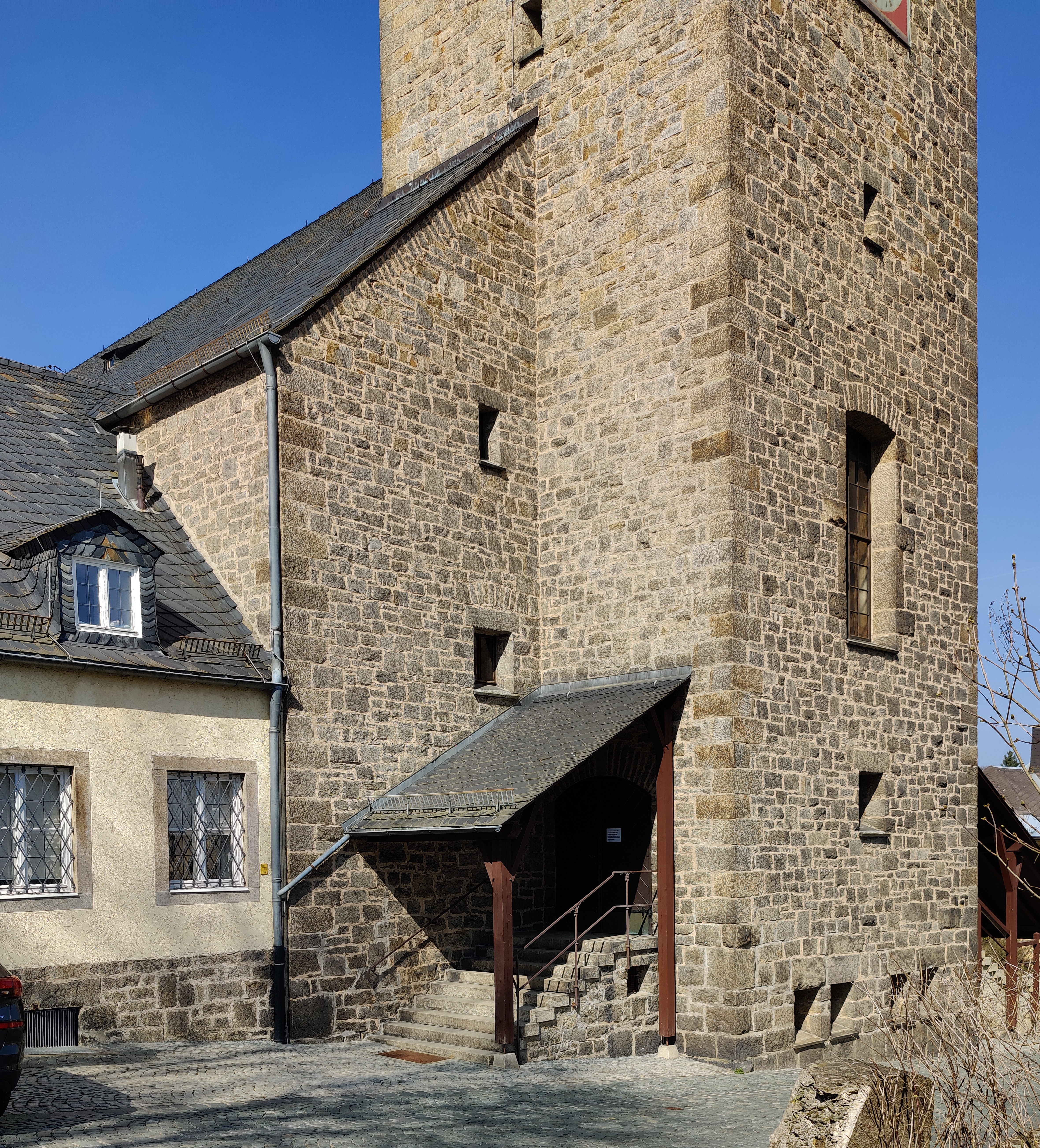
Hinterer Treppenaufgang mit dem ehemaligen zweiten Pfarrhaus
Blick vom Vorplatz auf Pfarrhof und erstes Pfarrhaus
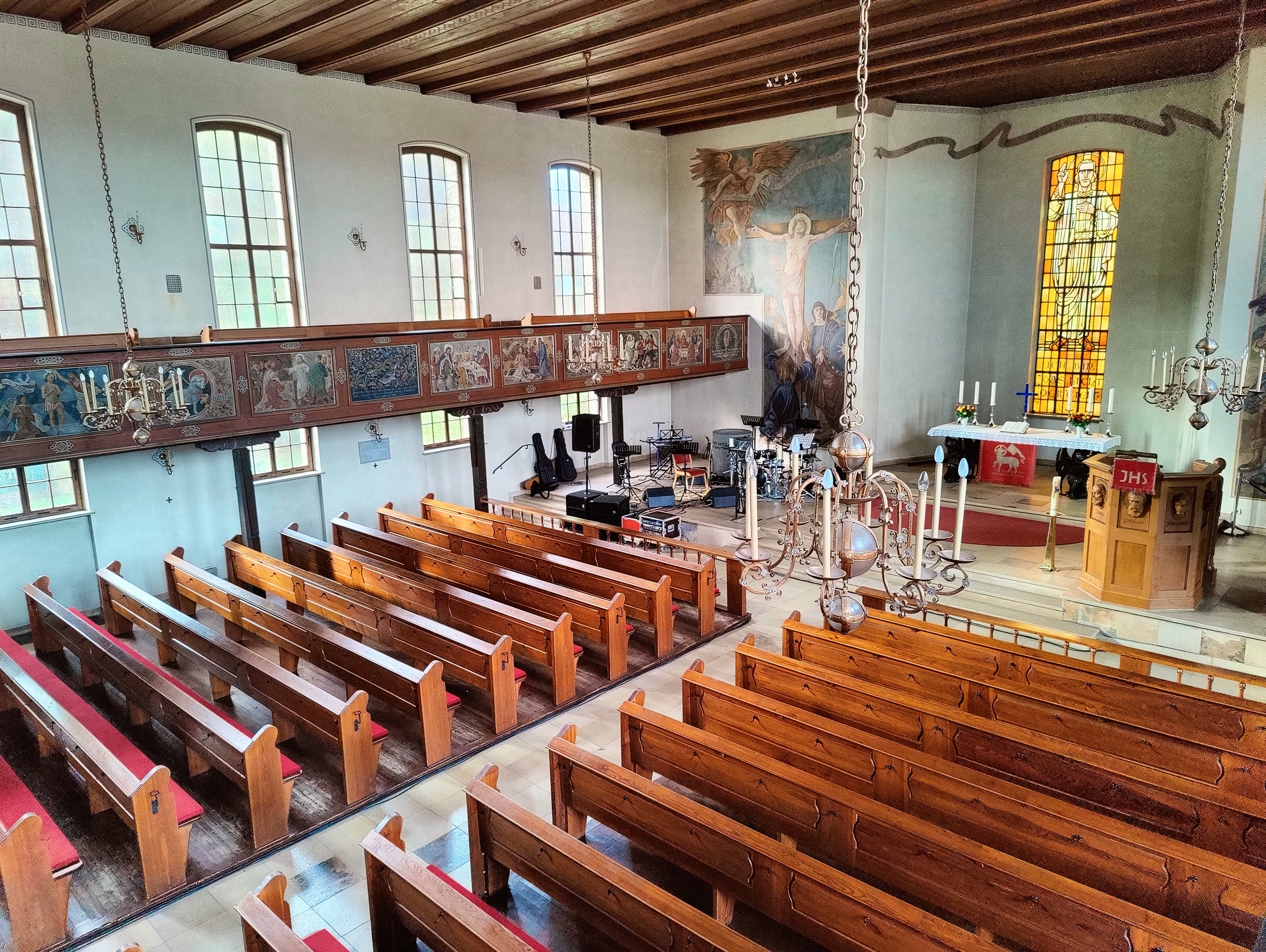
Blick von der seitlichen Empore
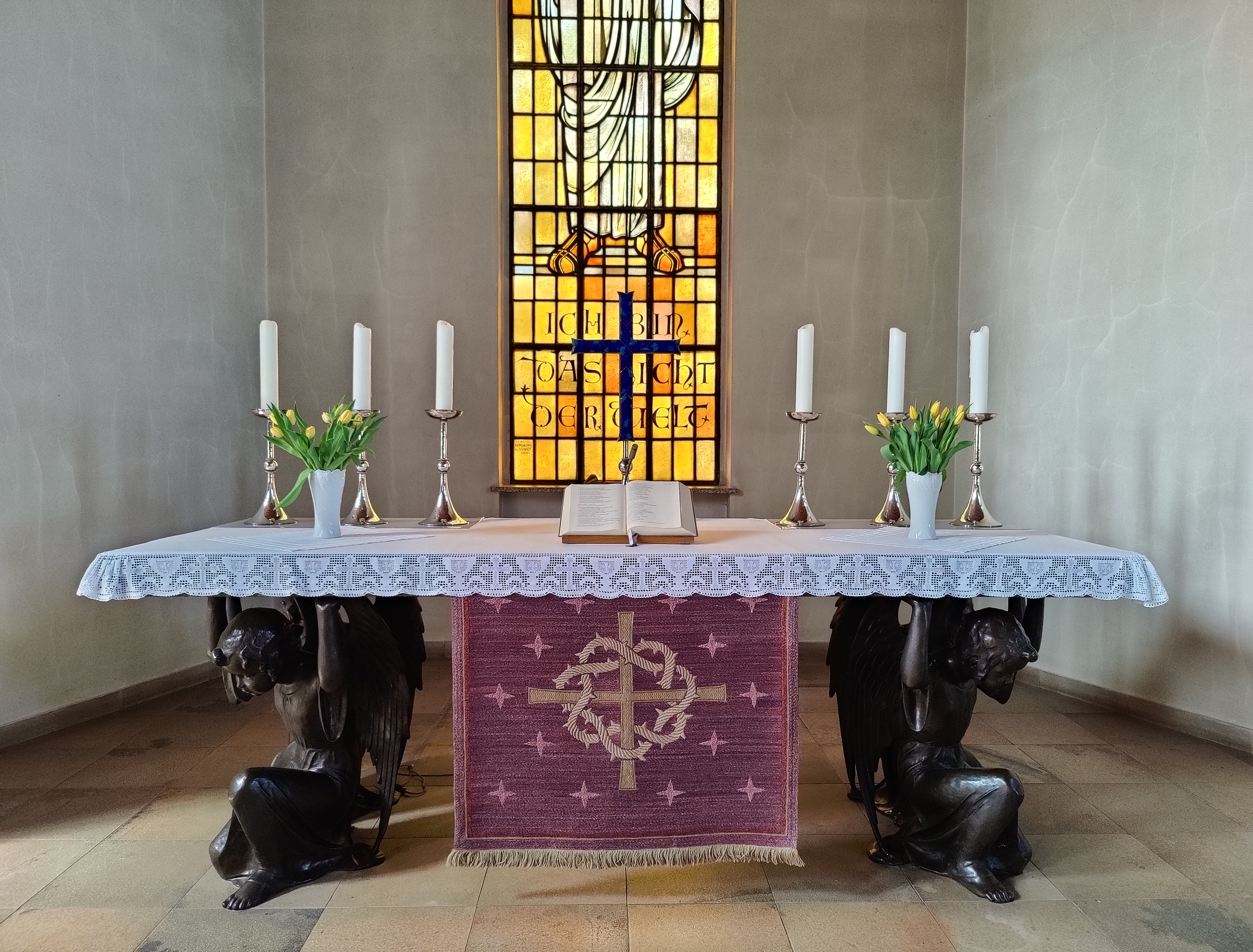
Alter mit Granitplatte und vier Engeln aus Bronze
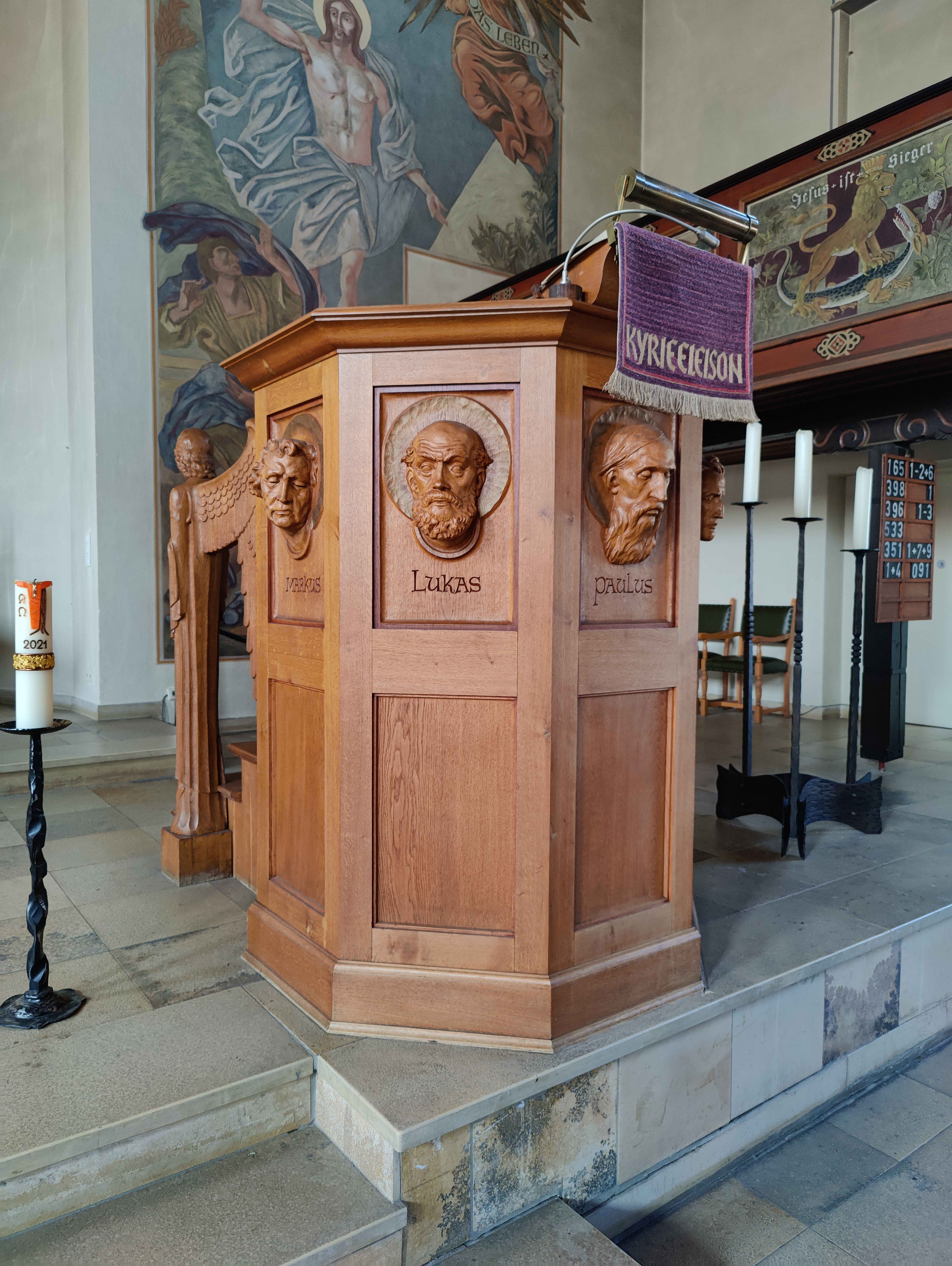
Die Kanzel aus Eiche mit den Abbildern der vier Apostel und des Evangelisten Paulus
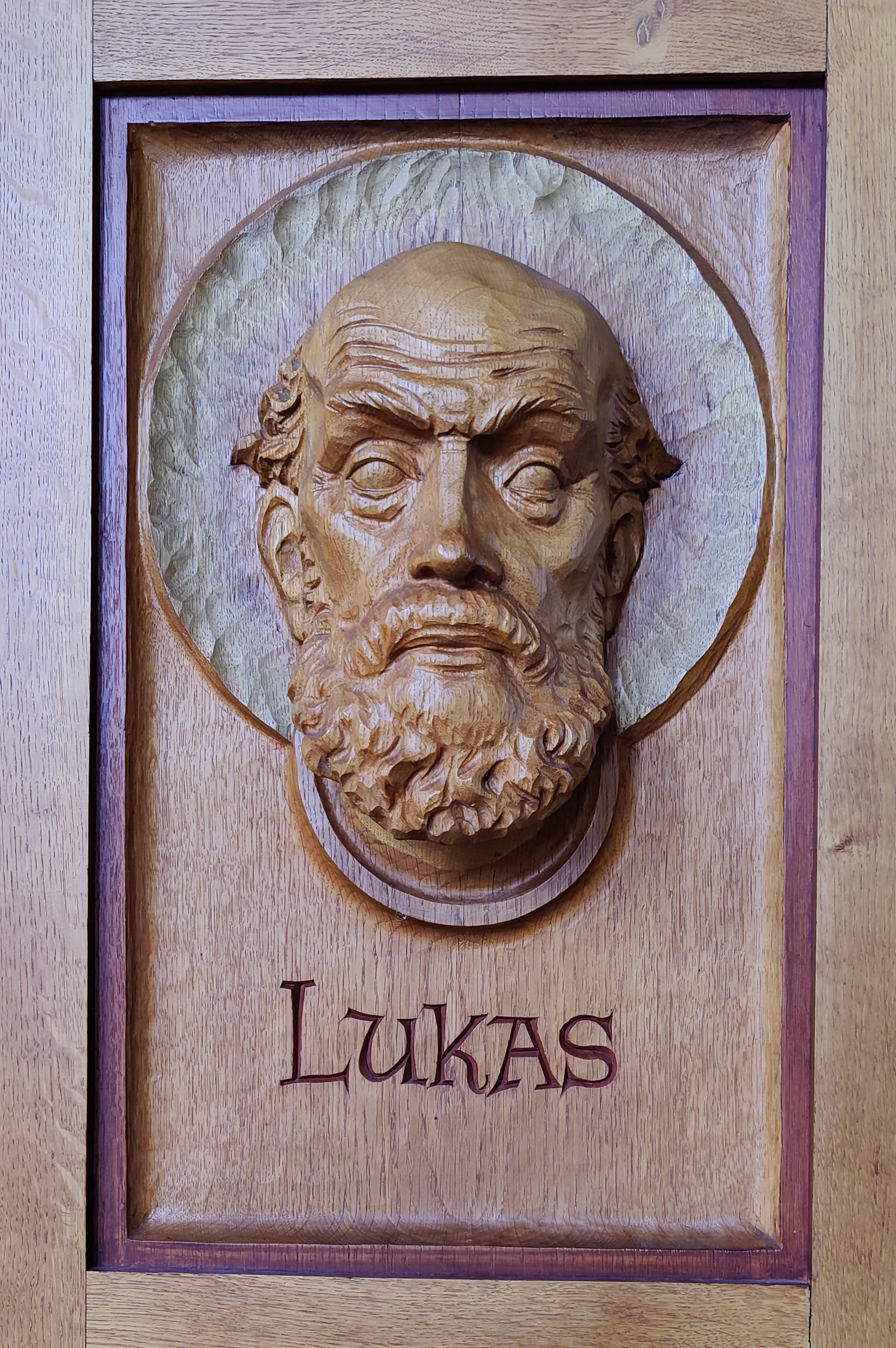
Detailaufnahme der Kanzel
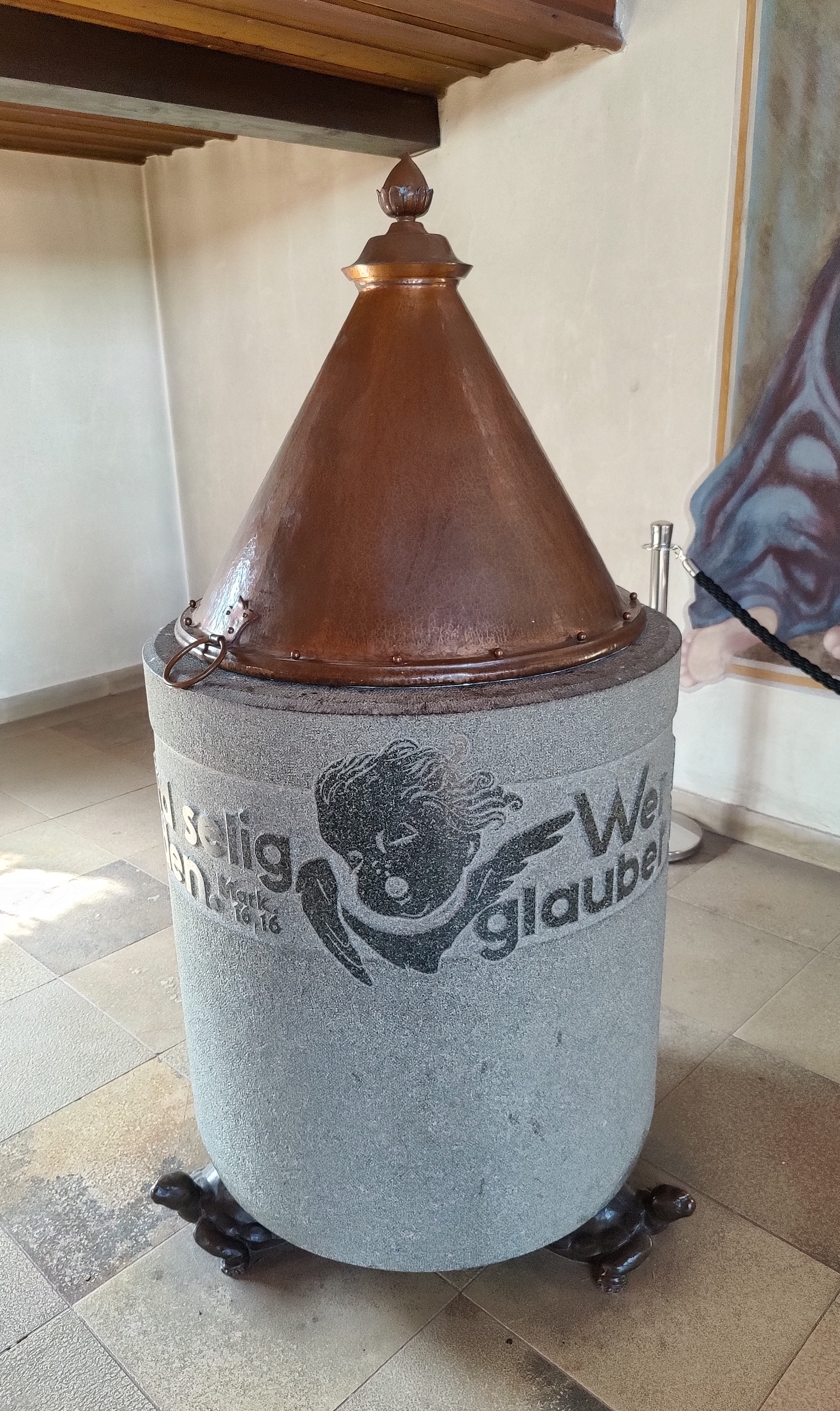
Der zylindrische Taufstein ruht auf drei bronzenen Schildkröten
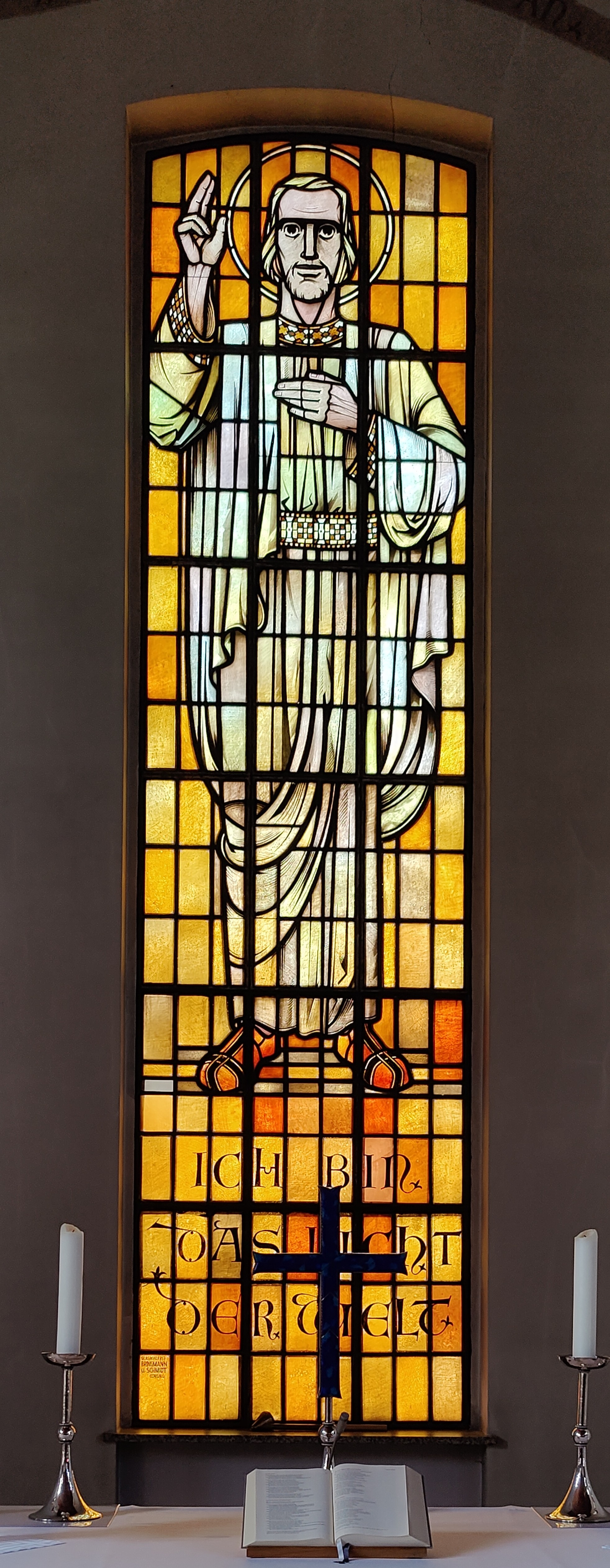
Fensterbild "Christus der Erlöser"
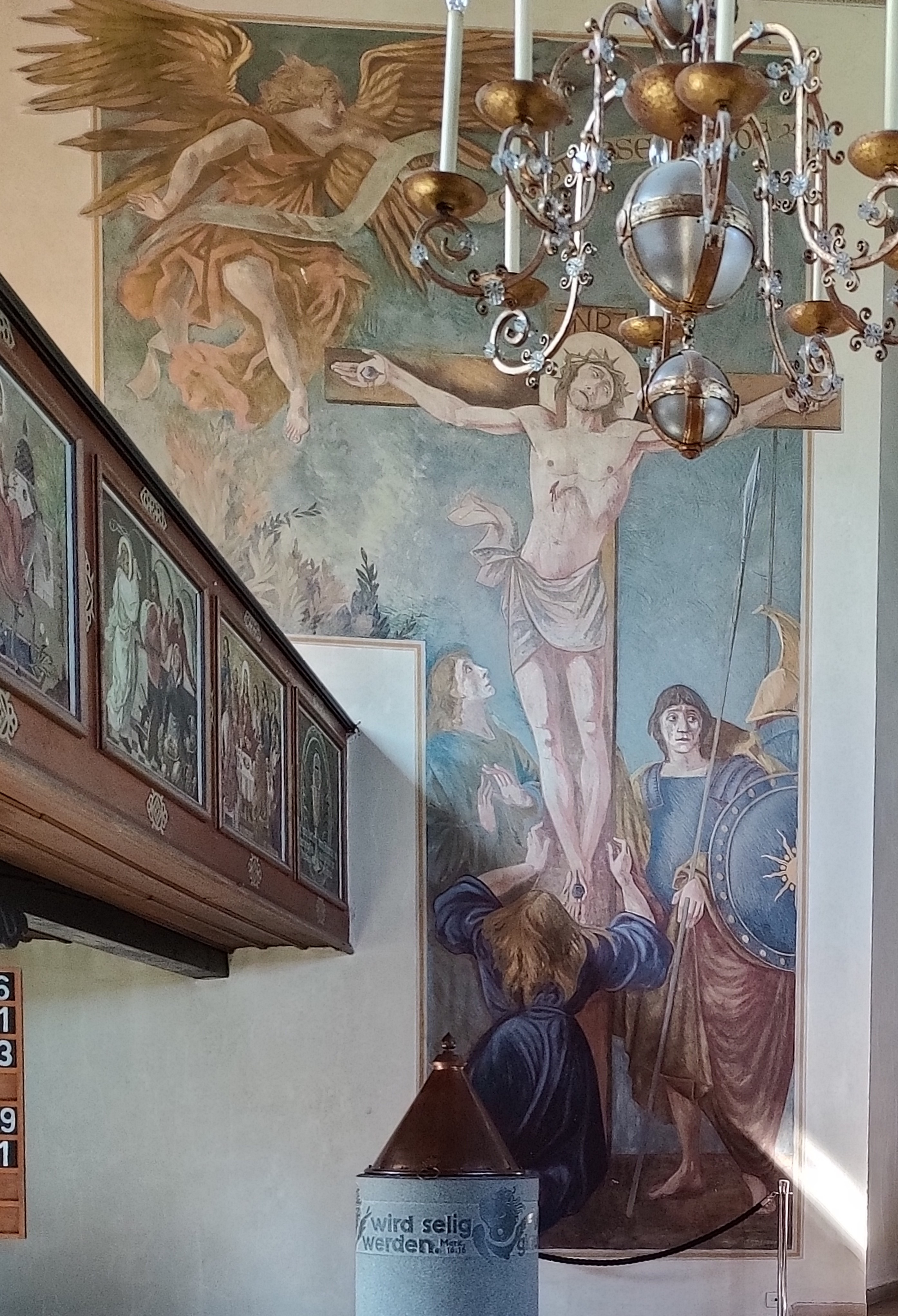
Wandbild zur Kreuzigung Jesu
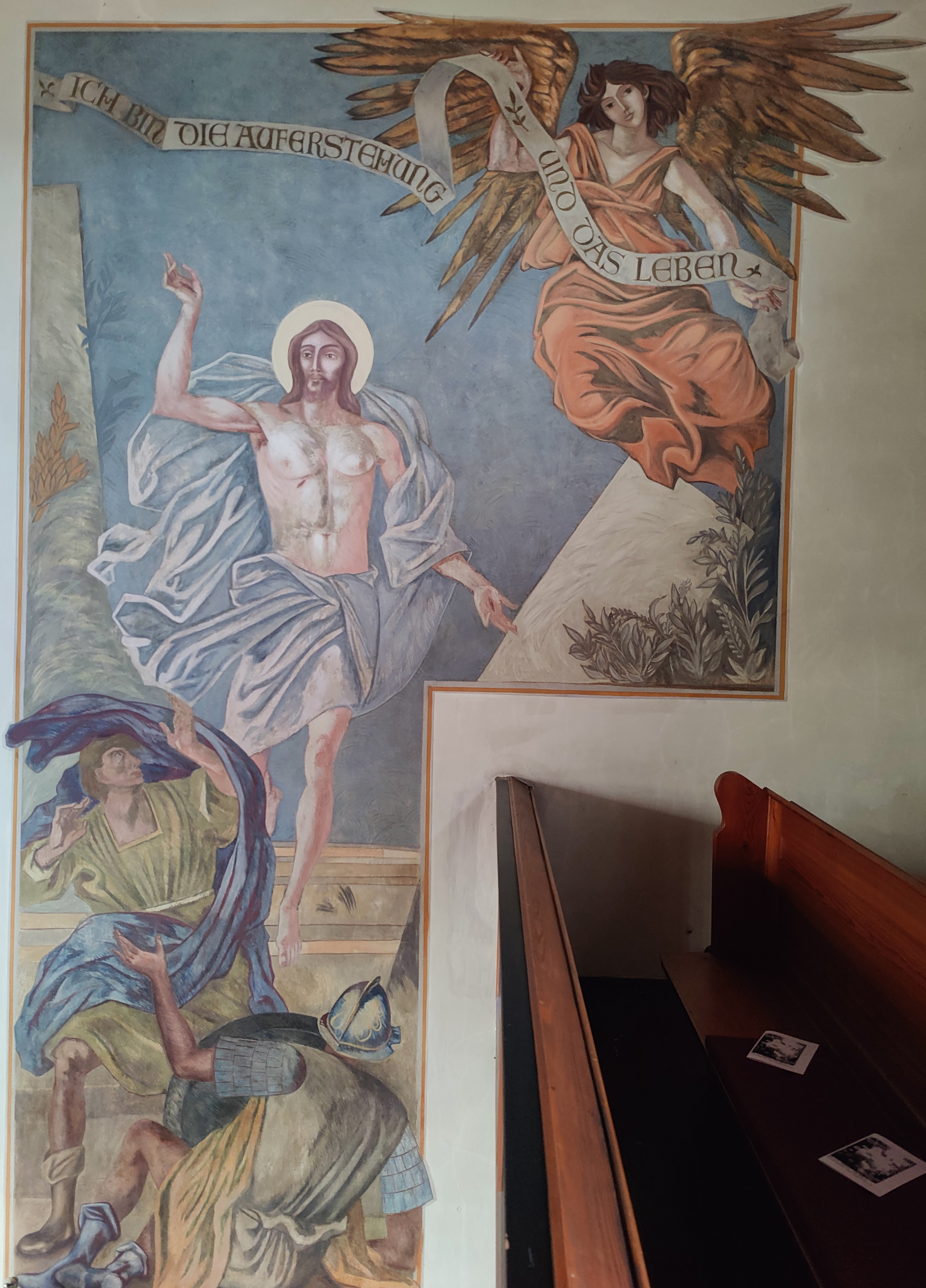
Wandbild zur Auferstehung Christi
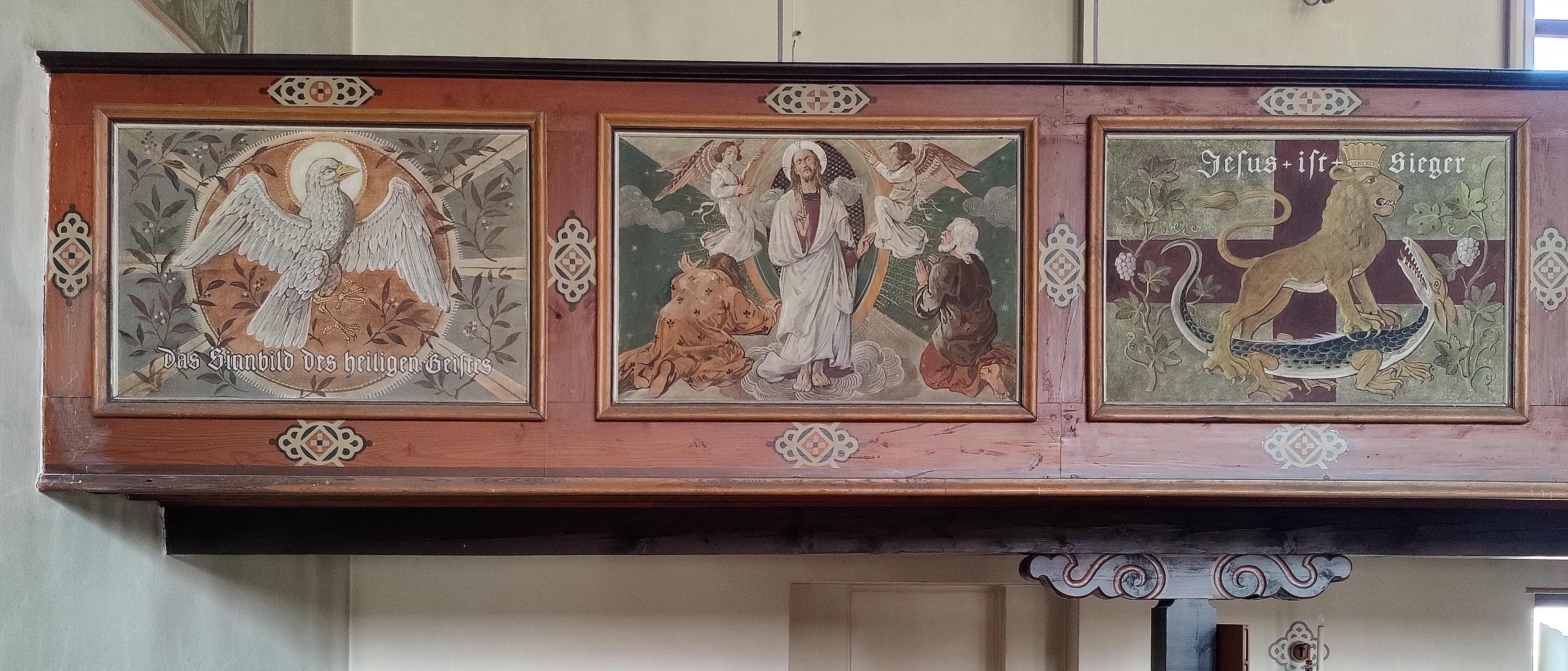
Drei der insgesamt 40 Kunstwerke, die die Empore schmücken
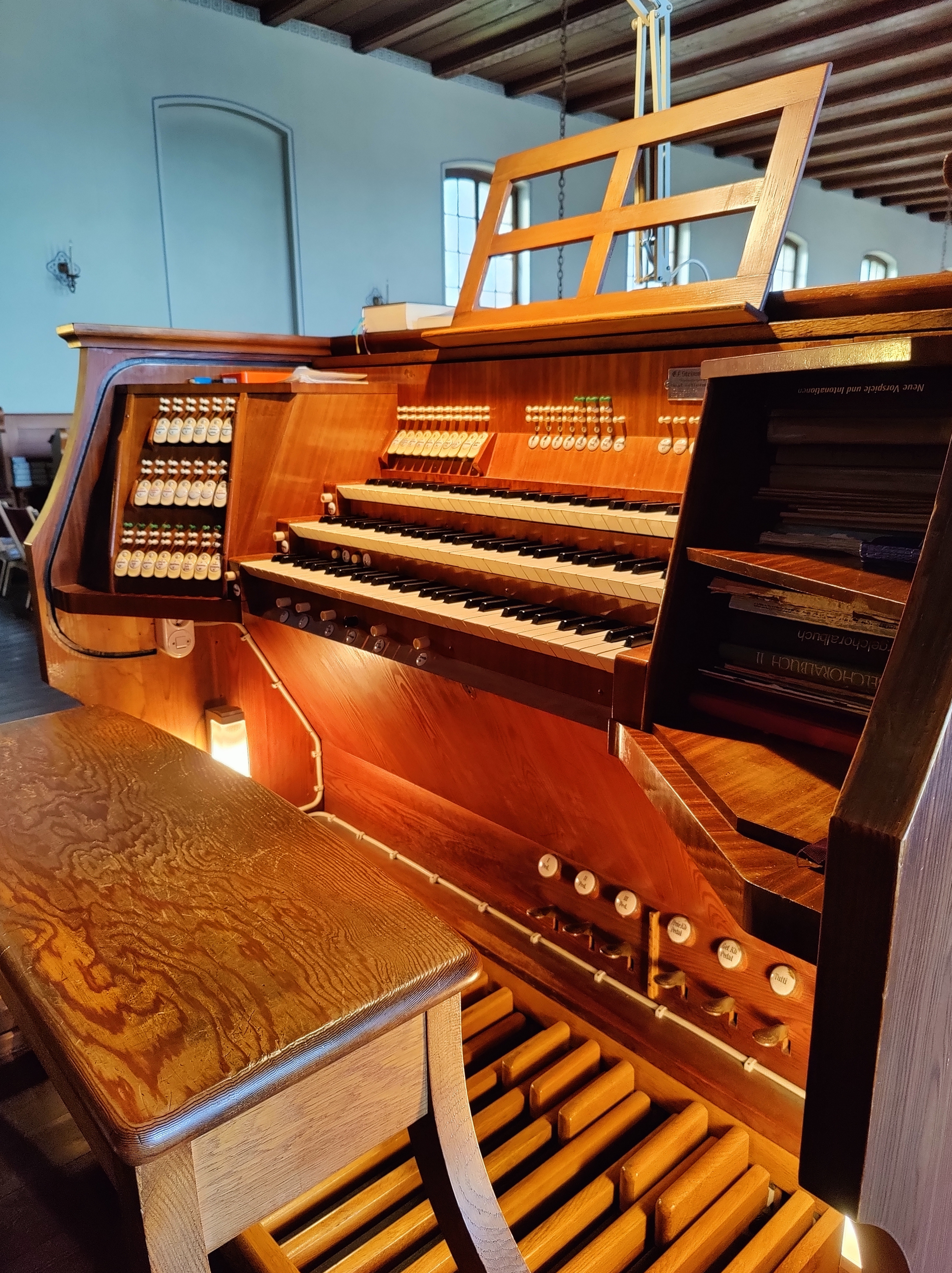
Der Spieltisch der Orgel
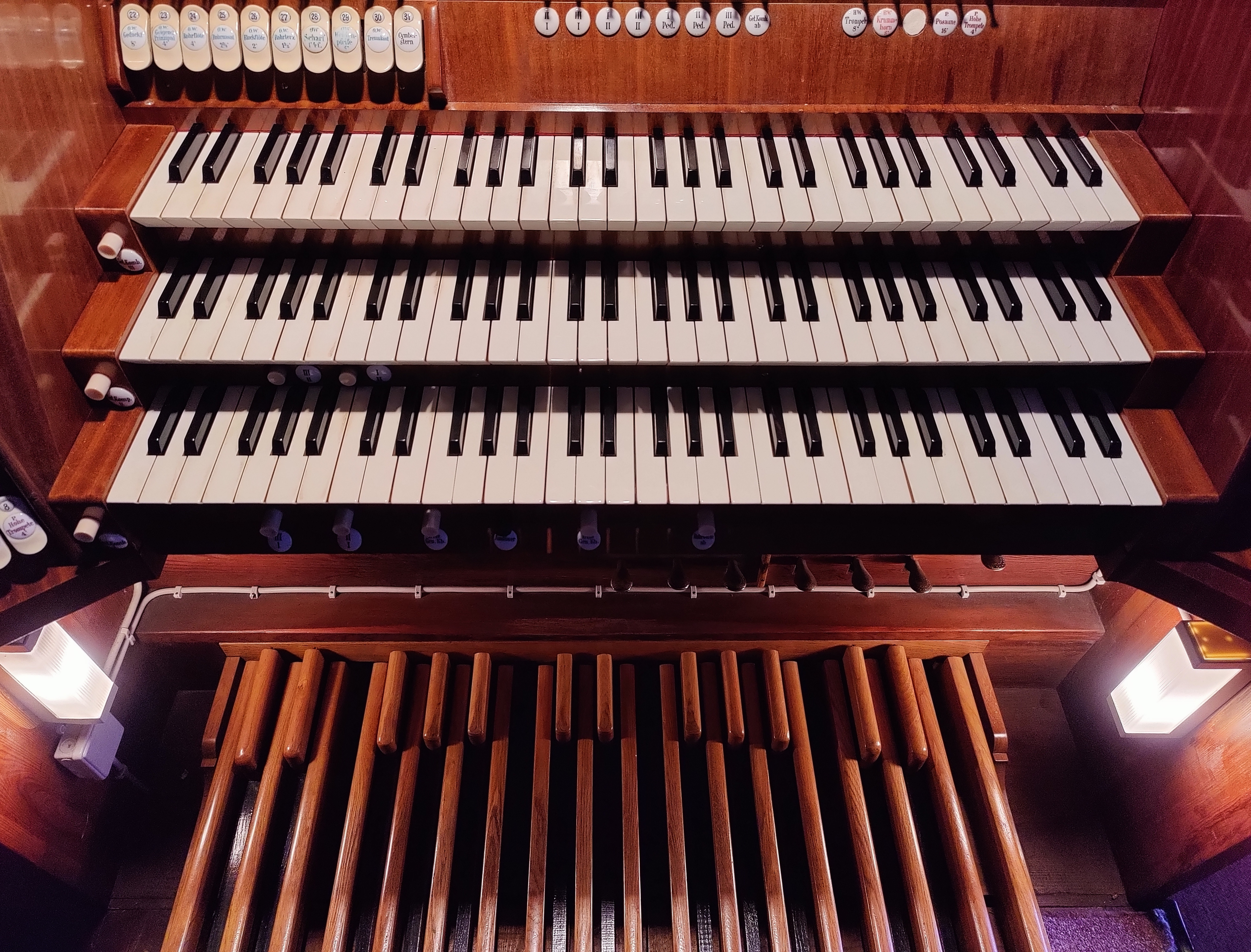
Die Orgel im Detail
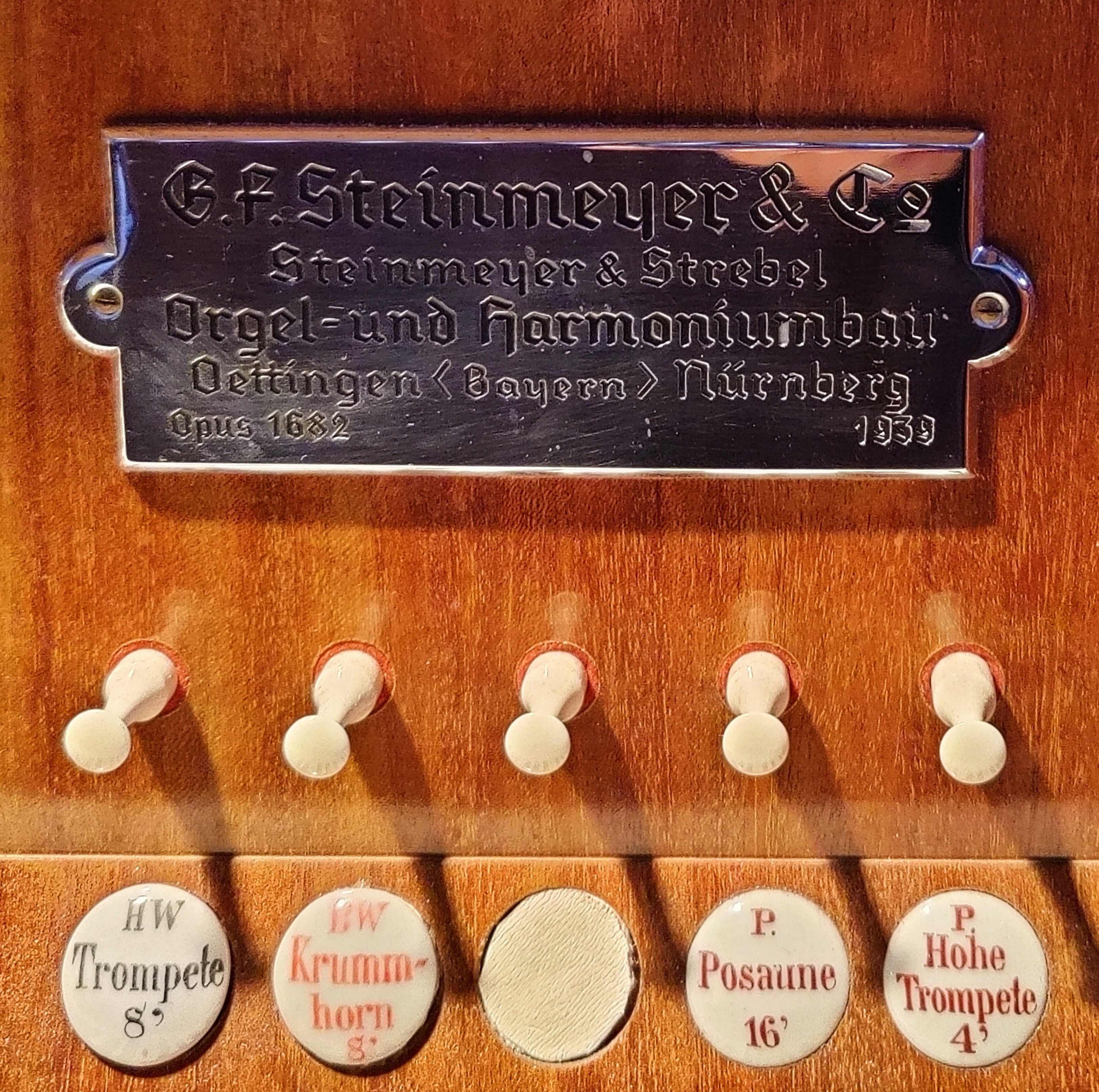
Die Orgel im Detail
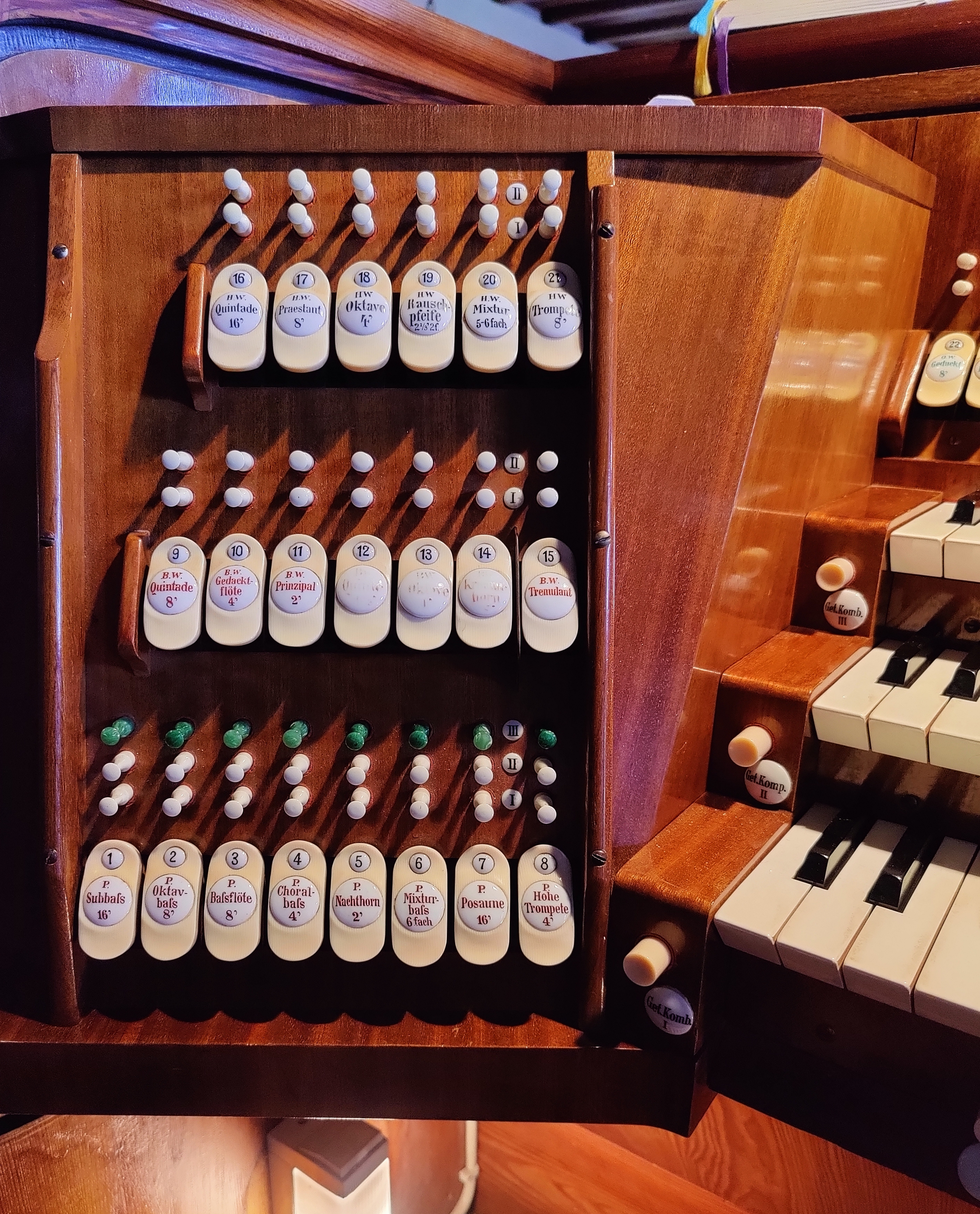
Die Orgel im Detail
Eingang des hinter der Kirche gelegenen Kindergartens Christuskirche